# Хенил
Хенил (шп. Genil) је река у Шпанији. Дуга је 337 km. Извире у Pico Veleta, а улива се у Гвадалкивир код Palma del Río. 